# テニアン島
テニアン島（テニアンとう、チャモロ語: Tini'an、英語: Tinian）は、北マリアナ諸島の島の一つ。面積は約100km2で、サイパン島からは約8kmの距離にある。現在はアメリカ合衆国の自治領（北マリアナ諸島に所属）である。北緯15度線が通る。

## 歴史

### 先史時代〜スペイン統治時代
テニアン島は、かつて先住民族のチャモロ人が自給自足の暮らしを送っていた。マリアナ諸島が西洋人に「発見」されたのは1521年のマゼランの世界一周航海の途上であった。この時マゼランはグアム島に上陸し、ロタ島を望見したが、テニアン島にはやって来なかった。
140年後の1668年6月16日、カトリック司祭でイエズス会宣教師のディエゴ・ルイス・デ・サン・ビトレスら5人がグアム島に上陸してキリスト教布教を開始。サン・ビトレスはマゼランによってラドローネス諸島（ラドローネスとはスペイン語で盗賊、泥棒の意）と名づけられた島々をマリアナ諸島（スペイン王妃マリアナより）と名付けた。当初布教活動は順調であったのだが、宣教師が住民の旧習に干渉するようになってから住民の間で不満が高まり、1670年にルイス・デ・メディナ (Luis de Medina) が殺害され、サン・ビトレスもグアムで殺害された。
スペインの支配が確立した後、1695年にスペインは島民全員をグアム島に強制移住させ、テニアンは無人島となった。19世紀の中頃からはスペインにより同島は牛や豚の放牧地となったが、後に放棄されテニアンは野生化した家畜のみが住む島と化してしまった。

### ドイツ統治時代
米西戦争でのスペイン敗北を契機に、1899年、スペインはテニアン島を含む北マリアナ諸島の支配権を450万ドルでドイツ帝国に売却した。
ドイツのサイパン島庁はテニアンで野生化した家畜を有効利用すべく、ハム工場を建設するが結局失敗に終わった。その後は週1回、サイパンで雇ったハンターを送り込むだけとなった。テニアンで得た牛や豚はサイパン産の牛や豚の3分の1で取引され、島民用の食肉となった。

### 日本統治時代

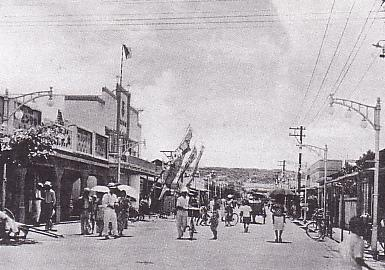
日本統治時代のテニアン

第一次世界大戦でのドイツ敗北によって、統治権は日本に移動した。1920年（大正9年）には、国際連盟より正式に日本の委任統治領となる。
日本の統治となりテニアンで初めて本格的な開発が行われ、1916年（大正5年）11月には最初の移民である日本人4人とサイパン島民約20人が移住し、森林の伐採と開墾に従事した。テニアンの開発を請け負った丸喜商会は、マリアナ諸島北部のパガン島とアグリハン島から種用の椰子の実10万個を買い入れ、椰子の栽培が開始された。
その後、1918年（大正7年）2月22日に山形県出身の日本人約100名とサイパン、ロタの両島民約300人がテニアンに移住し、彼らはまず、海岸沿いのソンソン地区から内陸のマルポ地区までの間の森林を伐採し、連絡道路を開通させ、その後森林を開墾して椰子栽培を開始した。しかし、会社の指導法や待遇に不満を持った移民たちは、1918年（大正7年）末にストライキを起こした。その結果、ストライキは成功したものの、この時までに30名余りの日本人が島を離れることになった。
一方、椰子栽培の方は10万個のうち6万7~8千個を植え付けることに成功したが、1919年（大正8年）の初め頃に害虫（イセリヤカイガラムシ）が大発生し、さらに6月に起こった大旱魃が追い討ちをかけたため、テニアンの農産物は、椰子だけでなく島民や移民たちの食糧となるバナナやパンの木に至るまですべて全滅した。その結果、テニアンの開発を請け負っていた喜多合名会社（丸喜商会が1918年（大正7年）に改名）は破産し、日本から来た移民は、十数人を残して内地やサイパン島に引き揚げた。
1926年（大正15年）に新たにテニアンの開発を請け負った南洋興発は、沖縄や福島、山形などから移民を集め、椰子に代わって砂糖やコーヒー、綿花の生産を開始させた。その結果、昭和初期にテニアンの砂糖の生産量は、台湾に次いで東洋第二位の生産量となるまでになった。その他にも同島では鰹漁が盛んとなり、島内には鰹節工場もあった。
1939年（昭和14年）、日本各地の刑務所から選抜された受刑者からなる南方赤誠隊が本土から派遣。飛行場の建設に従事した。

### 第二次世界大戦

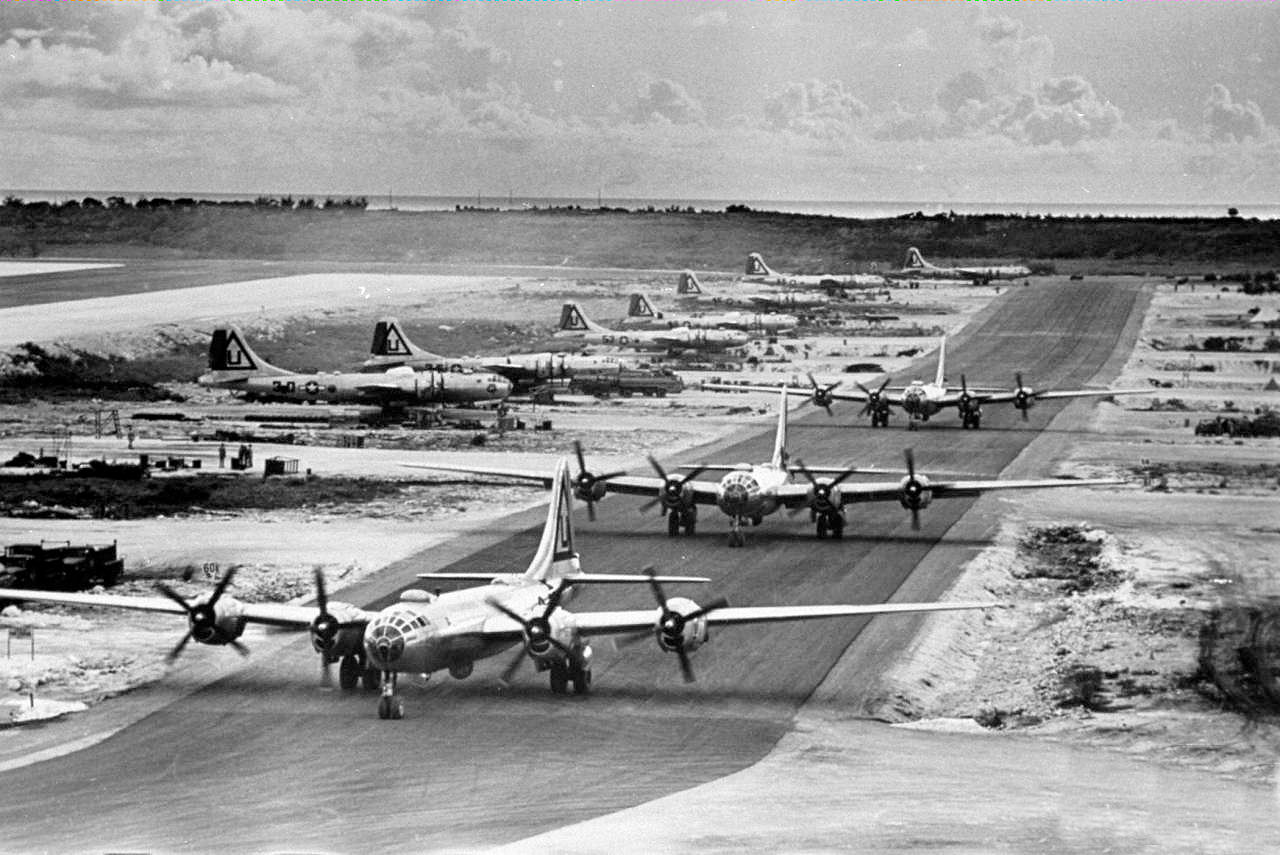
日本に向かうB-29

テニアン島での戦争についてはテニアンの戦いを参照。
太平洋戦争中は島北部に当時、南洋諸島で一番大きい飛行場であるハゴイ飛行場があったことから日本軍の重要な基地となり、1944年6月時点での人口は、日本人15,700名（軍人を除く）、朝鮮人2,700名、チャモロ人26名。軍人の駐屯は、陸海軍合わせて約8,500人に達した。
アメリカ軍はテニアンの戦略的価値の高さに注目し、1944年（昭和19年）7月24日に北部のチューロ海岸から上陸、8月2日に同島を占領した（テニアンの戦い）。その後、ハゴイ飛行場は拡張整備され、島の東部にはウエストフィールド飛行場（現テニアン国際空港）が建設されて、本格的な日本本土空襲を行う基地となった。当時世界最大級のハゴイ飛行場(米国名ノースフィールド飛行場)は4本の2,500メートル滑走路を備え、最大265機のB-29爆撃機が配備された。
1944年（昭和19年）11月以降、連日のように日本に向かうB-29がこの島を離陸していった。1945年（昭和20年）8月6日の広島、8月9日の長崎への原爆投下作戦のB-29もここから発進した。

### 戦後
1947年にグアムを除く北マリアナ諸島は、アメリカの信託統治領となった。1948年にはサイパン島やロタ島、ヤップ島よりチャモロ人やカロリニアン約400人が再び移住し、1950年代に現在のテニアンの中心地であるサン・ホセを建設した。
1953年、戦没者遺骨収集を行っていた日本丸が島に寄港。
1986年にコモンウェルスである北マリアナ諸島の一員となった。現在の人口は約3,500人と言われているが、この数値は最後に国勢調査を行った時のものであり、近年は原油高の影響で島を離れる者も多いため、実際の人口は2,500人程である。

### 現在
2018年、平成30年台風第26号の直撃により甚大な被害を受けた。2023年、アメリカ軍は中華人民共和国の太平洋進出を阻止するために、冷戦期に放棄されたノース・フィールド飛行場（ハゴイ飛行場）の再建を検討し、2024年から滑走路など基地として再開するための工事を開始した。

## 交通

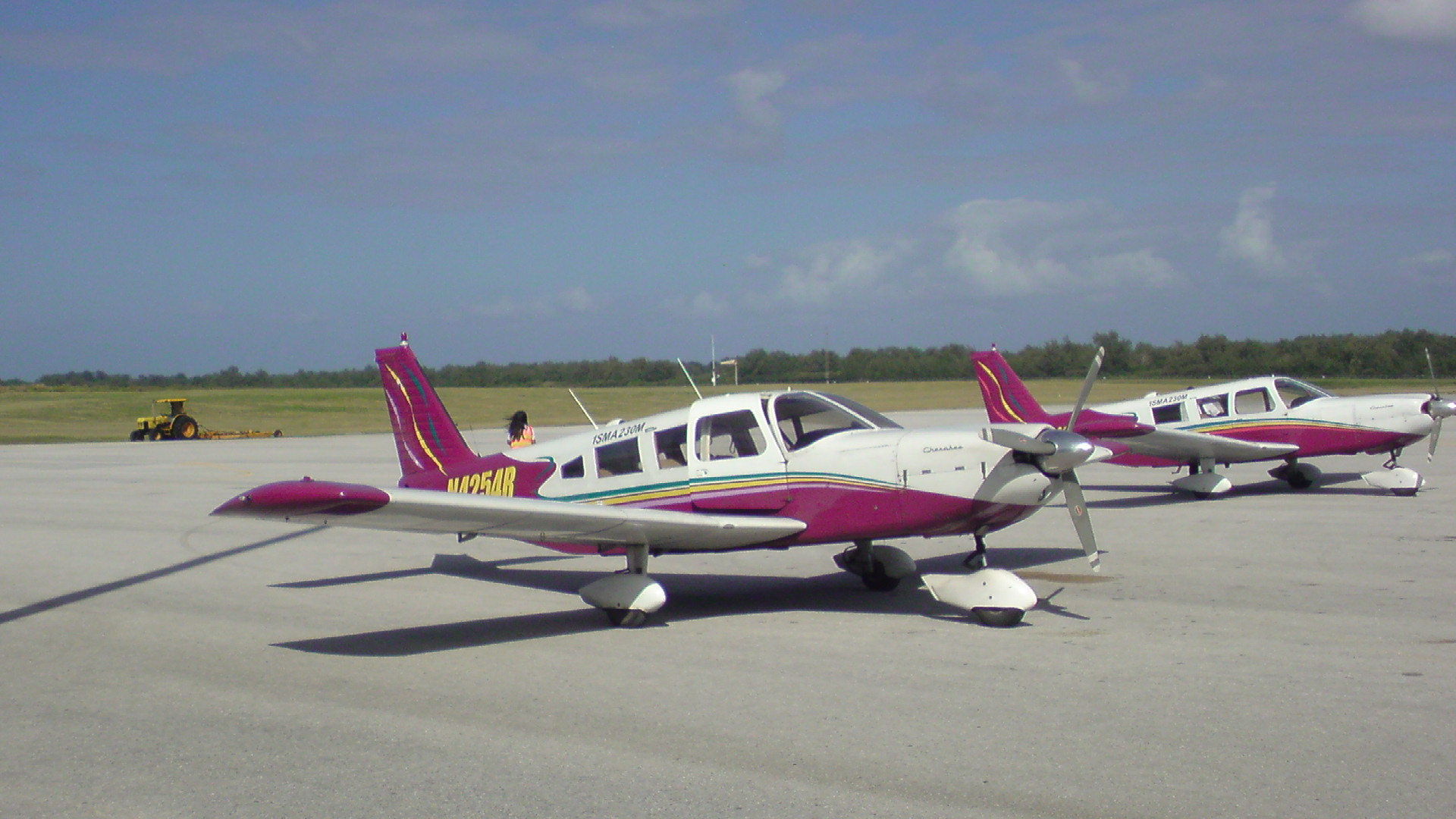
テニアン空港へ乗り入れるチェロキー機

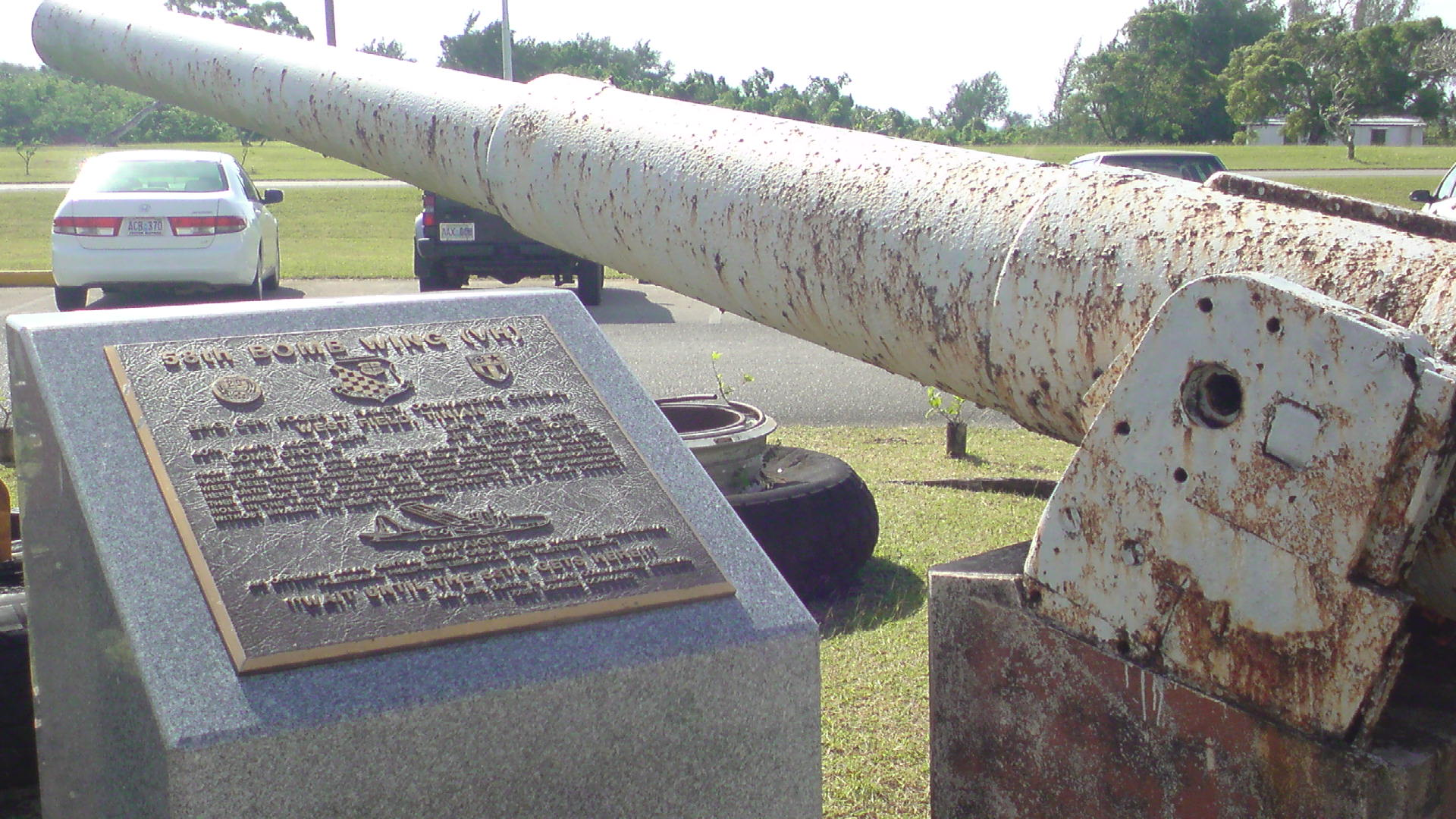
テニアン空港前にある砲塔

### 空港
- テニアン国際空港

日本からの直行便はなく、すべてサイパンでの乗り継ぎとなるが、観光客は、オプショナルツアーで気楽に行くことができる。サイパン・テニアン間の航空便は、フリーダムエアー社（定期便）とスターマリアナズエアー社（チャーター便）により一日数便が運航されている。スターマリアナズエアーは早朝、夜間も運行している。

### 港
サイパン港（チャーリードッグ）から高速船が就航していたが、現在は運休中。

### 道路
自動車とバイクがメインであるが、基本的に交通量が少ないため、テニアン島には信号が存在しない。小さな島のため、数時間もかからず島を周遊できるが、道路状況はあまり良いとは言えず、舗装されている道は全体の半分ほどで、観光名所に行くまでに、土や草や岩の露出した凹凸のある道を通ることがほとんどである。舗装された道にも砂が多いため、特にバイクでの転倒事故が多く、走行には注意が必要である（速度を出さなければ安全に走行・観光できる）。レンタルバイクは無免許でもレンタル可能で、1日25ドル程度でレンタルできる。

## 観光

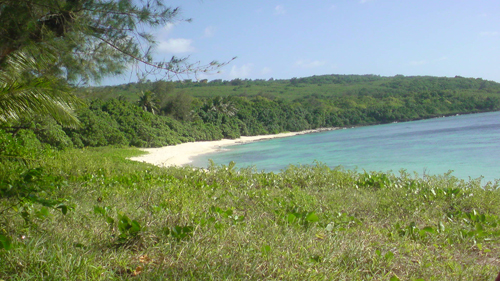
タチョンガビーチ

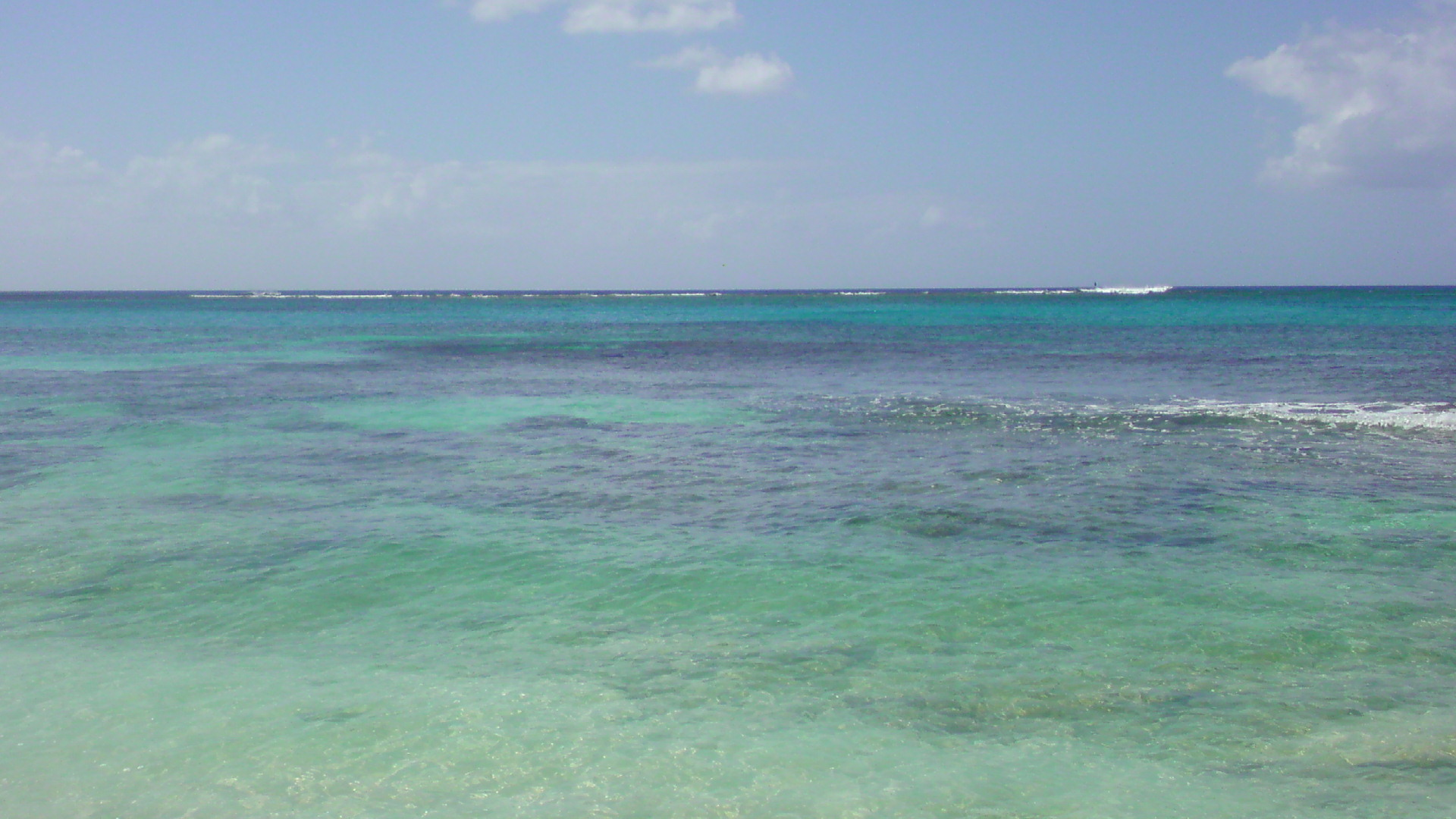
ウナイ・ダンクロビーチ

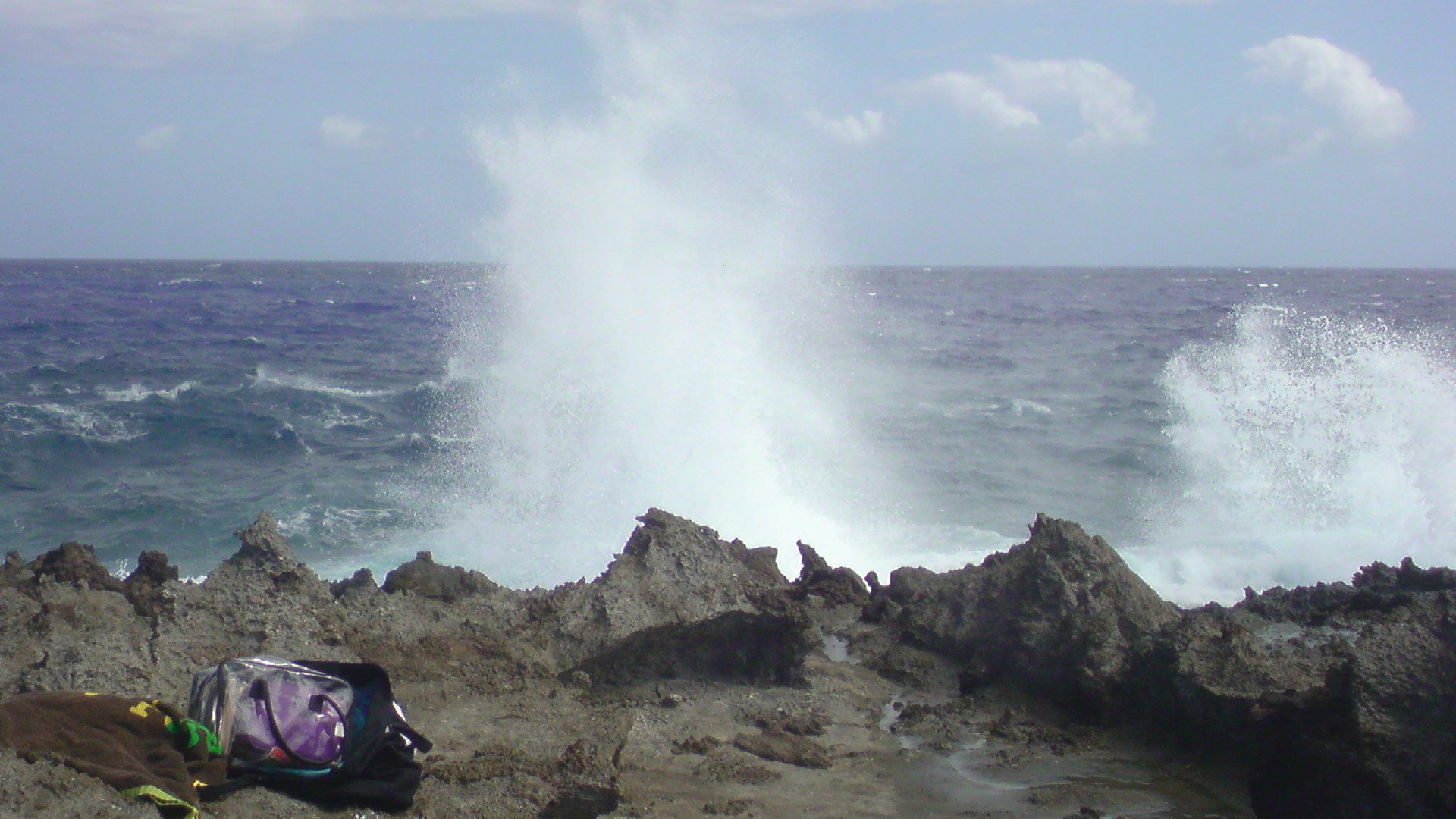
ブロウホール（潮吹き海岸）

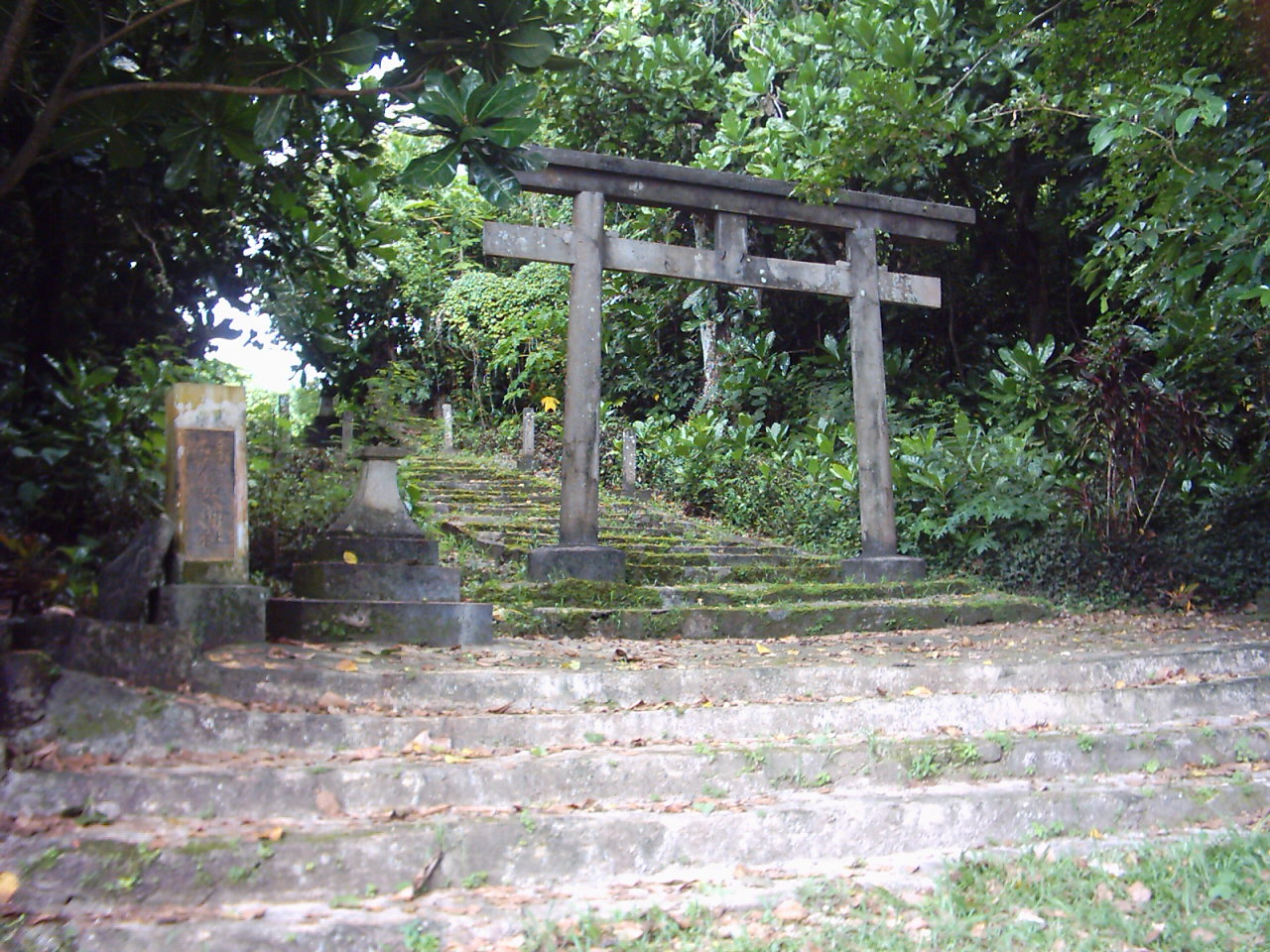
住吉神社

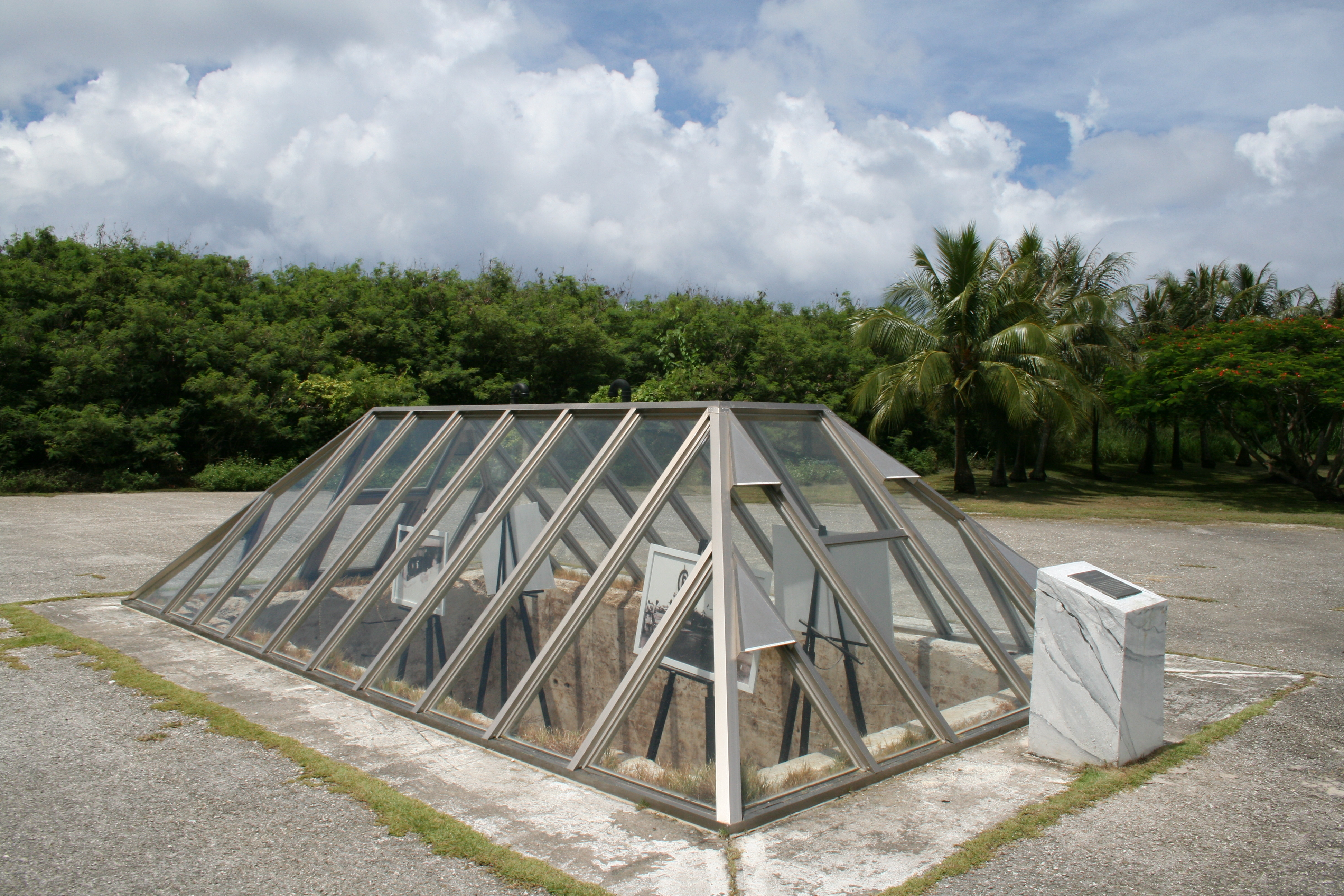
原子爆弾積荷場

島全体に観光名所が点在しているが、南西部のサン・ホセがメイン観光地として人気が高く、タガ酋長の家やテニアンビーチ・タガビーチ・タチョンガビーチ・石灰石の森の小道などがある。特にこのエリアのビーチでは、ウミガメを見ることが出来ることで人気が高く、世界でも有数の美しさを誇る海は、透明度が80メートルもあり、サイパンのマニャガハ島に匹敵するほどの高い水質で、ダイビングやスノーケリングに最適である。ただし、サイパン島にあるようなラグーンはなく、波の高いところが多い。ビーチには、人があまりいないためとても静かで、プライベートビーチのように利用でき、自由にバーベキューを楽しむ人の姿も見られる。
テニアン島は、島の形状がニューヨークのマンハッタン島に似ていることから、島の道路には「ブロードウェイ」や「8番街」のように、テニアンを占領したアメリカ軍によって、ニューヨークにあやかった名が付けられた。島の散策途中には、NKK神社の大きな鳥居や旧日本軍の司令部、防空壕が現存しているなど、日本統治下や太平洋戦争の歴史も伺うことができる。
テニアン島中心部の草の豊富な丘には、北マリアナ諸島最大の牧場であるM.D.C.牧場がある。島の3分の1の面積を占める広大な牧場には、数千頭の乳牛や肉牛が放牧されている。以前は、日本のオーディオメーカーのパイオニアが経営していたが、BSE問題の際に牧場が倒産し、その規模は縮小され、柵だけが残っている。車などで牧場内を散策する事ができ観光名所になっている。。

### 主な観光地
- タガ遺跡

マリアナ諸島で最大規模の古代タガ王朝の遺跡である。北マリアナ諸島の国旗のデザインにもなっているタガ・ストーンが林立している。
- タガビーチ

古代タガ王朝の時代、王専用の水浴び場だったといわれている。切り立った岩に囲まれた白い砂浜の海岸は、プライベートビーチの気分を味わえる。
- ブロウホール（潮吹き海岸）

テニアン島北東にあるサンゴ礁でできた岩場で、岸壁に複雑な穴が空いていて、波が押し寄せるたびに潮が10m近く吹き上がる。
- テニアングロット

サイパンのグロットと同様に、ダイビングスポットとなっている海中洞窟。水深10メートル〜20メートルで、様々な熱帯魚が生息している。
- サンホセ教会鐘楼

サンホセ教会の庭に建っている17世紀末のスペイン統治時代の鐘楼。高さ20mほどの鐘楼には、太平洋戦争で被った砲弾の跡がたくさん見受けられる。現在では、テニアンのシンボルとして「ベル・タワー」と呼ばれている。
- 住吉神社（天仁安神社）

日本統治時代に創建された神社で、太平洋戦争中に破壊されたが、戦後に再建された。
- NKK神社

日本統治時代の神社跡で、一の鳥居と二の鳥居が残っている。NKKは南洋興発株式会社の略称。
- 日本海軍司令部跡

日本海軍の第一航空艦隊の司令部が置かれていた建物。重厚なコンクリート2階建ての建物で、太平洋戦争中に米軍の砲撃で損傷したが、米軍が上陸後修築され、米軍の施設として使用された。
- 原子爆弾積荷場

1945年8月に、広島・長崎に投下された原爆リトルボーイとファットマンを搭載した地点。ハゴイ飛行場滑走路の北側に跡地が残されていて、三角屋根のガラス張りの施設に記念碑が建てられている。

## ホテル

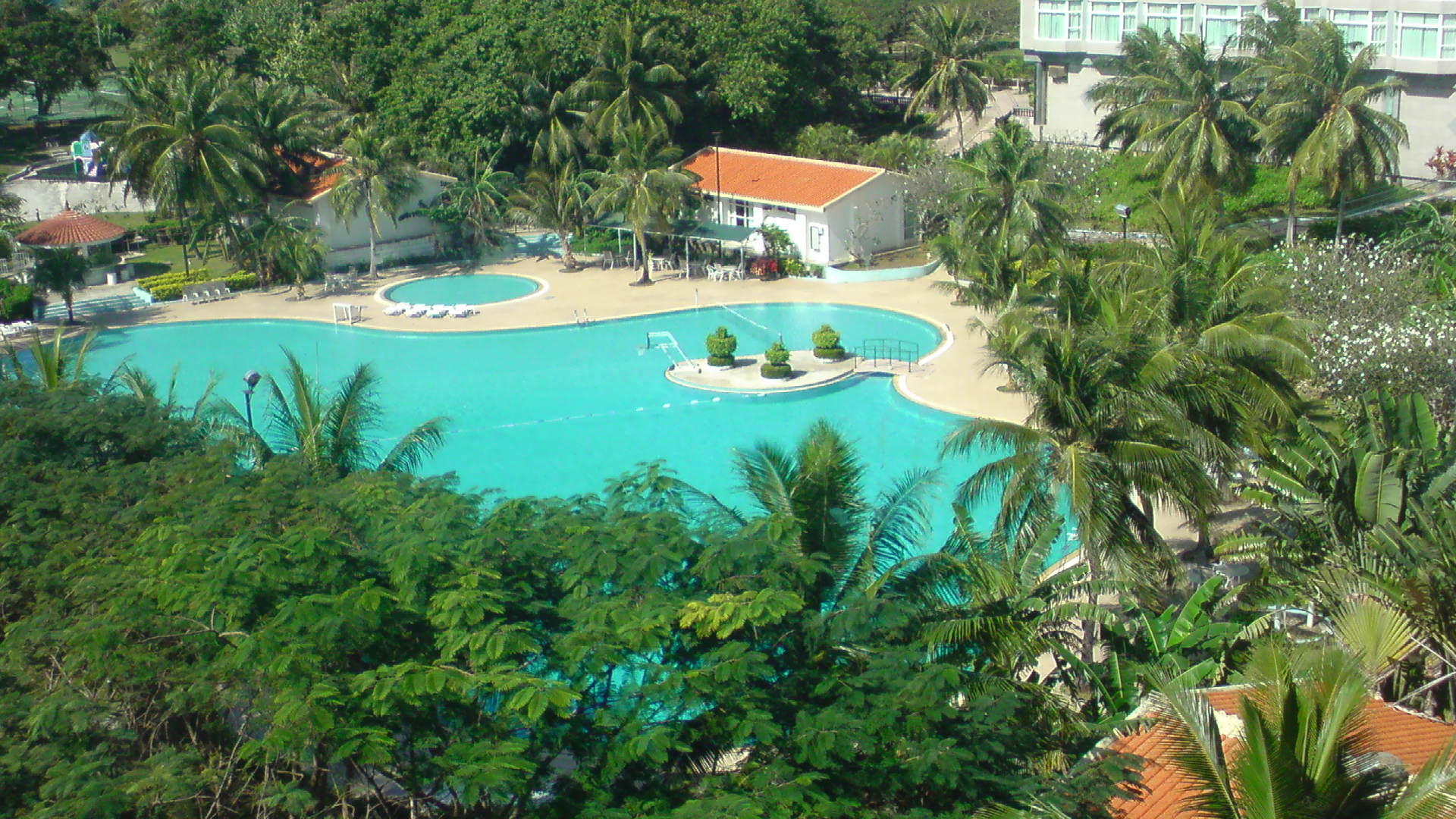
ダイナスティホテルのプール（休業中）

- Tinian Dynasty Hotel&Casino（テニアンダイナスティホテル＆カジノ ※休業中）

ダイナスティホテルは、1998年にオープンしたテニアン唯一のリゾートホテル。24時間営業のカジノがあり、日本料理・中国料理などのレストランやショッピングゾーン、プール、マリンアクティビティも充実していた。香港資本のホテルだったが、日本人のスタッフやツアーデスクが駐在していた。
ダイナスティカジノは、ダイナスティホテル内にあるミクロネシア最大のカジノで、30を超えるゲームテーブルや100台以上のマシーン、5つのVIPルームを完備していた。24時間営業しており、カジノ内にはレストランやバーなどの飲食施設もあった。ダイナスティカジノは、サイパンに集中している観光客をテニアンへ誘致するためにオープンした。そのような経緯もあり、初心者でも楽しめるカジノを目指していて、日本人のディーラーも常駐していた。ゲームは、バカラ・ブラックジャック・ルーレット・ポーカー・シックボーが常設され、毎月、カジノのトーナメントが開催されていた。男性のみドレスコードがあり、ビーチサンダルや袖無しシャツでは入場できないが、女性のドレスコードは比較的自由であった。カジノ内は満21歳未満の入場が不可で、パスポートの提示を求められる場合があった。
2015年、営業上の問題により営業を中止し現在に至る。
・ Tinian Casino（テニアン・カジノ）
　 2020年、タガ遺跡とカマー・ビーチに面する土地にTinian Casinoが開業予定。
- Fleming Hotel （フレミングホテル）
- Lori Lyn's
- PAPACOCONUTS INN